# Эльжбета Грановская
Эльжбе́та (Елизаве́та) Грано́вская из Пи́лицы (пол. Elżbieta Granowska z Pileckich; около 1372, Буда — 12 мая 1420, Краков) — королева Польши, третья жена короля Владислава II Ягайло.

## Биография
Эльжбета — единственный ребёнок воеводы сандомирского Оттона Пилецкого и, вероятно, его второй жены Ядвиги из Мельштина (крёстной матери Ягайло). После смерти отца в 1384 году она унаследовала его огромные владения, включая Пилицу и Ланьцут. Эльжбета стала богатейшей девушкой Польши.

### Ранняя жизнь
Предположительно, имела несколько мужей до брака с Ягайло: Висела Чамбора (которым была похищена в 1389 году, но позже освобождена по приказу Ягайло Яном из Йичина), Яна из Йичина (с 1392 по 1395 годы) и Винцентия Грановского (1397—1410).
От третьего брака имела пятерых детей:
- Ядвига (с 10 мая 1404 года замужем за Яном из Лександровиц);
- Оттон;
- Эльжбета (c марта 1418 года замужем за князем опольским Болько V);
- Ян (основатель рода Пилецких герба Лелива);
- Офка, (примерно с 1423 года замужем за пасынком своей матери Яном из Йичина).

Некоторые исследователи (например, Клеменс Кантецкий (пол. Klemens Kantecki)) приводят биографию Эльжбеты, которая существенно отличается от общепринятой. Датой рождения считается 1382 год (то есть она была на десять лет моложе, чем принято считать). Под сомнение ставятся два первых брака Эльжбеты. Полагают, что фигура её второго мужа Янчика (Йиньчика) Гиньчинского могла быть выдумана Яном Длугошем с целью дискредитировать Эльжбету, показав её низкое происхождение.

### Королева Польши
В 1416 году умерла вторая жена Ягайло Анна Цельская. Ягайло понравилась Эльжбета и он решил жениться на ней. 2 мая 1417 года состоялась свадьба в Саноке. Эльжбета была коронована 19 ноября 1417 года в Вавеле. Многие были недовольны этим браком, так как они считали, что 45-летняя королева не сможет родить наследника престола.
Королевский секретарь Станислав Цёлек написал аллегоричную басню о том, как лев (Ягайло) женился на свинье (Эльжбете) после того, как та его приворожила.
Спустя два года у королевы начали проявляться симптомы туберкулёза. Она умерла в Кракове 12 мая 1420 года и была похоронена в Мариацкой часовне краковского кафедрального костёла. Спустя 166 лет останки Эльжбеты были извлечены из часовни для захоронения на этом месте короля Стефана Батория. Место перезахоронения неизвестно. Марцин Бельский отмечал, что, судя по костям, королева была стройна и прекрасна собой.